# Simo Peura

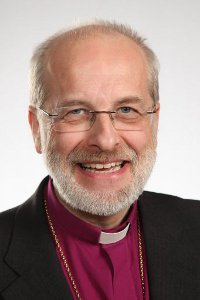
Simo Peura

Simo Peura (* 15. Juni 1957 in Laukaa, Finnland) ist Bischof des Bistums Lapua in der Evangelisch-Lutherischen Kirche Finnlands.

## Leben
Peura studierte nach seiner Schulzeit Evangelische Theologie. 1983 erhielt er seine Ordination in Lapua. Mit einer Arbeit über die Theologie Martin Luthers erwarb er 1990 einen Doktortitel an der Universität Helsinki und arbeitete am Institut für Europäische Geschichte in Mainz. 2004 wurde Peura zum Bischof des Bistums Lapua gewählt.

## Schriften (Auswahl)
- Mehr als ein Mensch? Die Vergöttlichung als Thema der Theologie Martin Luthers von 1513 bis 1519 (Veröffentlichungen des Institut für Europäische Geschichte Mainz). Philipp von Zabern, Mainz 1994 (zugleich Diss. 1990)
- Luthers Verständnis der Rechtfertigung: forensisch oder effektiv?, In: Evangelical Theological Faculty Bratislava (Hrsg.): Recent Research on Martin Luther, 1999, S. 34–57.
- Christus als Gunst und Gabe. Luthers Verständnis der Rechtfertigung als Herausforderung an den ökumenischen Dialog mit der römisch-katholischen Kirche. In: Ahti Jäntti (Hrsg.): Die Evangelischen Kirchen im sich vereinigenden Europa, Berlin 2003, S. 29–56.
- Luthers Bedeutung für das gegenwärtige ökumenische Gespräch aus evangelischer Sicht. In: Rainer Vinke (Hrsg.): Lutherforschung im 20. Jahrhundert (Veröffentlichungen des Institut für Europäische Geschichte Mainz, Beiheft 62), Mainz: Philipp von Zabern, S. 235–260.
- Iustitia christiana in Luthers später Auslegung des Galaterbriefes (1531/1535). In: Lutherjahrbuch 2004, S. 179–210.